# Bohater Republiki Kirgiskiej
Bohater Republiki Kirgiskiej (kirg. Кыргыз Республикасынын Баатыры) – najwyższy tytuł honorowy Republiki Kirgiskiej, nawiązujący formułą do dawnego Bohatera Związku Radzieckiego, choć znacznie różniący się wyglądem odznaki. 

## Statut tytułu
Tytuł honorowy Bohatera Republiki Kirgiskiej został ustanowiony 16 kwietnia 1996 roku Ustawą „O ustanowieniu odznaczeń państwowych Republiki Kirgiskiej”. Statut tytułu honorowego Bohatera Republiki Kirgiskiej został zatwierdzony 10 lipca 1996 roku dekretem Prezydenta Kirgistanu. Zgodnie z tym przepisem:

Najwyższy tytuł honorowy „Bohater Republiki Kirgiskiej” nadawany jest obywatelom za szczególne zasługi dla państwa i narodu, dokonanie bohaterskiego czynu w imię wolności i niepodległości Republiki Kirgiskiej. Najwyższy tytuł honorowy Bohatera Republiki Kirgiskiej jest przyznawany tylko jeden raz przez Prezydenta Republiki Kirgiskiej. Osoba wyróżniona najwyższym tytułem honorowym otrzymuje specjalną odznakę „Ak-Shumkar”.

Matki, których dzieci otrzymały tytuł honorowy Bohatera Republiki Kirgiskiej, otrzymują Order „Matki-Bohaterki”.

## Specjalna odznaka „Ak-Shumkar”
Specjalna odznaka „Ak-Shumkar” jest wykonana ze złota i ma kształt symetrycznej gwiazdy, składającej się z ośmiu promieni górnego poziomu, tworzących okrąg o średnicy 40 mm, oraz szesnastu promieni dolnego poziomu, tworzących okrąg o średnicy 30 mm. Zarysy promieni, krawędzie i kształt gwiazdy przywodzą na myśl górskie szczyty i otwarte tulipany. Centralny okrąg gwiazdy otoczony jest reliefowym srebrnym wieńcem laurowym. Na środku okręgu umieszczony jest reliefowy wizerunek „Ak-Shumkar”, białozora będącego elementem tradycyjnych wierzeń kirgiskich, wykonany ze srebra. Przypinka ma kształt tumaru (starego kirgiskiego amuletu), gdzie na polu czerwonej emalii umieszczony jest reliefowy rysunek szanyraku.